# 嘉義市立北興國民中學
嘉義市立北興國民中學（英語校名：Chiayi Municipal Pei Shin Public Junior High School，縮寫PSJH），簡稱北興國中、北中，位於嘉義市東區博東路262號。

## 校史
- 1962年，嘉義縣議會決議成立一所新的初級中學，校址選在嘉義市北西郊外檜村里阿里山林場，該處當時為為台斗坑玉山林管處苗圃[1]:373－386。
- 1962年8月，「嘉義縣立蘭潭初級中學北興分部」成立[1]:365、373，以分部名稱設校的原因，是因當時教育法規要求新設立的學校要符合一定的規模，所以藉助學區內的蘭潭初級中學的人力與資源能較快成立學校。
- 1962年12月20日奉准獨立設校，定名為「嘉義縣立北興初級中學」[1]:365、373。
- 1964年，成立阿里山香林分校，該校於1966年獨立設校為「嘉義縣立香林初級中學」[1]:375。
- 1968年，延長九年國民教育，改名為「嘉義縣立北興國民中學」。
- 1982年，配合嘉義市升格為省轄市，改隸為「嘉義市立北興國民中學」。

## 學校象徵

### 校訓
- 新：勇猛精進、日新又新。
- 速：心到手到、劍及履及。
- 實：精益求精、實事求是。
- 簡：執簡馭繁、分層負責。

## 歷任校長
| 任別     | 姓名               | 任期                           |
| -------- | ------------------ | ------------------------------ |
| 第一任   | 何文琳             | 1962年12月1日 -- 1976年7月31日 |
| 第二任   | 何瑞仁             | 1976年8月1日 -- 1980年5月25日  |
| 第三任   | 張清德             | 1980年5月25日 -- 1982年1月31日 |
| 第四任   | 呂明星             | 1982年3月1日 -- 1990年1月31日  |
| 第五任   | 吳清松             | 1990年3月1日 -- 1993年7月31日  |
| 第六任   | 黃明禮             | 1993年8月1日 -- 1999年1月31日  |
| 第七任   | 邱順命             | 1999年2月1日 -- 2009年1月31日  |
| 第八任   | 盧韻琴（代理校長） | 2009年2月1日 -- 2009年7月31日  |
| 第九任   | 洪克遜             | 2009年8月1日-- 2013年7月31日   |
| 第十任   | 張金龍             | 2013年8月1日-- 2021年7月31日   |
| 第十一任 | 張仁澤             | 2021年8月1日-- 2025年7月31日   |
| 第十二任 | 林世清             | 2025年8月1日起接掌             |

## 知名校友
- 李振明，國立臺灣師範大學美術系名譽教授、曾任系主任、院長。
- 黃小柔，臺灣知名女歌手、演員。

## 外部連結
- . 嘉義市政府教育處.   [2021-07-30]. （原始内容存档于2021-07-30） （中文（臺灣））.
- 嘉義市立北興國民中學（页面存档备份，存于）（繁體中文）